# سوين كاس
سوين كاس (بالإنجليزية: Swin Cash) مواليد 22 سبتمبر 1979 في ماكيسبورت، هي لاعبة كرة سلة أمريكية فازت بلقب بطولة كأس العالم لكرة السلة للسيدات بدأت مسيرتها الاحترافية في سنة 2002 وحملت الرقم 32. يبلغ طولها 6 قدم 1 بوصة (1.9 م). مثّل منتخب بلادها. شاركت في مسابقة كرة السلة في الألعاب الأولمبية الصيفية وأحرزت ميداليات ذهبية.

## الميداليات
| الميدالية | المسابقة                                 |
| --------- | ---------------------------------------- |
| ذهبية     | الألعاب الأولمبية الصيفية 2004           |
| ذهبية     | الألعاب الأولمبية الصيفية 2012           |
| ذهبية     | بطولة كأس العالم لكرة السلة للسيدات 2010 |

## روابط خارجية
- سوين كاس على موقع الاتحاد الدولي لكرة السلة (الإنجليزية)
- سوين كاس على موقع الاتحاد الوطني لكرة السلة النسائية (الإنجليزية)
- سوين كاس على موقع كرة السلة الأوروبية.كوم (الإنجليزية)
- سوين كاس على موقع كلية كرة السلة في سبورتس رفرنس.كوم (الإنجليزية)
- سوين كاس على موقع ريلجم (الإنجليزية)
- سوين كاس على موقع بروبوليرز (الإنجليزية)
- سوين كاس على موقع قاعة مشاهير كرة السلة للسيدات (الإنجليزية)
- سوين كاس على موقع سبورتس رفرنس (الإنجليزية)
- سوين كاس على موقع سبورتس رفرنس (الإنجليزية)
- سوين كاس على موقع اللجنة الأولمبية الدولية (الإنجليزية)